# Lista do Patrimônio Mundial no Chade
A Organização das Nações Unidas para a Educação, a Ciência e a Cultura (UNESCO) propôs um plano de proteção aos bens culturais do mundo, através do Comité sobre a Proteção do Património Mundial Cultural e Natural, aprovado em 1972. Esta é uma lista do Patrimônio Mundial existente no Chade, especificamente classificada pela UNESCO e elaborada de acordo com dez principais critérios cujos pontos são julgados por especialistas na área. O Chade, país desértico de grande extensão territorial no Norte da África, ratificou a convenção em 23 de junho de 1999, tornando seus locais históricos elegíveis para inclusão na lista.
O sítio Lagos de Ounianga foi o primeiro local do Chade incluído na lista do Patrimônio Mundial da UNESCO por ocasião da 36ª Sessão do Comitè do Património Mundial, realizada em São Petersburgo (Rússia) em 2012. Desde então, o Chade totaliza dois sítios classificados como Patrimônio da Humanidade, sendo um de classificação Natural e outro de classificação Cultural.

## Bens culturais e naturais
O Botswana conta atualmente com os seguintes lugares declarados como Patrimônio da Humanidade pela UNESCO:
| | Lagos de Ounianga |
| Bem natural inscrito em 2012. |                   |
| Localização: Ennedi |                   |
| Este local abrange 18 lagos interligados que se encontram no deserto do Saara, na região de Enedi. O complexo lacustre ocupa uma área de 62.808 hectares e é o maior dos existentes em um ambiente geográfico de extrema aridez. A paisagem natural do local é de excepcional beleza, devido à surpreendente variedade de suas formas e cores. Os lagos - salobra, hipersalibre e doce - alimentam-se de águas subterrâneas e formam dois conjuntos separados por 40 quilômetros. O primeiro conjunto é o de Unianga Kebir, que possui quatro lagos. O maior deles - o Lago Yoan - tem 358 hectares de área e 27 metros de profundidade. Nas suas águas extremamente salobras vivem apenas algas e alguns microrganismos. O segundo complexo lacustre, denominado Unianga Serir, consiste em 14 lagos separados entre si por dunas. Quase metade de sua superfície é coberta por juncos flutuantes que atenuam a evaporação de suas águas. O maior lago deste último grupo é o Lago Telli, que tem uma área de 436 hectares, mas apenas 10 metros de profundidade. Graças à excelente qualidade de sua água doce, alguns desses lagos abrigam uma fauna aquática, composta principalmente por peixes. (UNESCO/BPI) |                   |

| | Maciço de Ennedi: paisagem natural e cultural |
| Bem misto inscrito em 2016. |                                               |
| Localização: Ennedi |                                               |
| Localizado no nordeste do país, o Maciço de Ennedi é formado por arenito. Com o tempo, a erosão da água e do vento esculpiu este planalto, formando desfiladeiros e vales e criando paisagens espetaculares com arcos e pilares de pedra natural, picos e ravinas. Nos maiores cânions, as águas perpétuas desempenham um papel importante no ecossistema e são de fundamental importância para a sobrevivência da fauna, da flora e da população humana. Nas superfícies rochosas de cavernas, desfiladeiros e abrigos existem milhões de imagens pintadas e gravadas que constituem uma das maiores coleções de arte rupestre do Saara. (UNESCO/BPI) |                                               |

## Lista Indicativa
Em adição aos sítios inscritos na Lista do Patrimônio Mundial, os Estados-membros podem manter uma lista de sítios que pretendam nomear para a Lista de Patrimônio Mundial, sendo somente aceitas as candidaturas de locais que já constarem desta lista. Desde 2018, o Chade possui 7 locais na sua Lista Indicativa.
| Sítio                                   | Imagem                                       | Localização     | Ano  | Dados UNESCO              | Descrição |
| --------------------------------------- | -------------------------------------------- | --------------- | ---- | ------------------------- | --- |
| Sítio metalúrgico de Begon II           | Lista do Patrimônio Mundial no Chade (Chade) | Logone Oriental | 2005 | Cultural                  | O metal produzido neste local entre os séculos IX e XI era utilizado para a fabricação de ferramentas agrícolas, armas e moedas para os povos Sara. Este complexo industrial é composto por uma antiga bateria de fornos de redução de ferro, que foi pontilhada com áreas de armazenamento de resíduos. No local, ainda existem as espécies arbóreas que forneciam carvão para a fundição. |
| Sítios dos antigos hominídeos de Djurab | Lista do Patrimônio Mundial no Chade (Chade) | Borkou          | 2005 | Cultural                  | Os quatro setores fossilíferos encontrados nesta região desértica abrangem quatro períodos geológicos distintos e cruciais no conhecimento e pesquisa da origem humana: Koro-Toro, Kollé, Kossom Bougoudi e Toros-Ménalla que variam entre 3 e 7 milhões de anos. Esses locais estão sujeitos à erosão eólica que desvenda fósseis espalhados por vastas superfícies. O setor de Koro-Toro é notório por abrigar fósseis do Australopithecus bahrelghazali, o primeiro australopitecos descoberto a oeste do Vale do Rift. |
| Ruínas de Ouara                         |                                              | Uadai           | 2005 | Cultural                  | Antiga capital do Império de Uadai, Ouara foi abandonada por seus governantes no século XIX devido à seca. Desta cidade restam apenas as ruínas do palácio do sultão Abdel-Kerim ibn Djamé. Este palácio foi construído em tijolos queimados no século XVI por um arquiteto egípcio e encontra-se cercado por uma muralha de 325 metros de diâmetro. |
| Curiosas minas de ferro de Télé-Nugar   | Lista do Patrimônio Mundial no Chade (Chade) | Guéra           | 2005 | Cultural                  | As minas deste local foram descobertas em 1911 e funcionaram desde a antiguidade até ao século XIX. Este local, que se estende por cerca de 1 quilômetro de diâmetro, foi usado tanto como mina de ferro quanto como oficina de redução de ferro pelas populações Fano. |
| Arte rupestre de Ennedi e Tibesti       |                                              | Ennedi          | 2005 | Cultural                  | Ao todo existem duzentos sítios de gravura e cerca de sessenta pinturas em Tibesti, às quais devem ser adicionadas as do entorno do maciço, que os liga ao Saara Central ou Ennedi, de onde vieram importantes contribuições culturais da Núbia. Estas gravuras e pinturas datam do quarto milénio a.C. |
| Parque nacional de Zakouma              |                                              | Salamat         | 2005 | Natural                   | Estabelecido em 1963, o Parque Nacional de Zakouma é atualmente um dos últimos santuários de vida selvagem remanescentes na África saheliana, ainda lar de um relativo número de grandes mamíferos. Abrange uma área de 305.000 hectares e possui excelente vegetação, uma importante rede hidrográfica, uma fauna densa e diversificada que inclui 44 espécies de grandes mamíferos e 250 espécies de aves e 84 espécies lenhosas. |
| Paisagem cultural do Lago Chade         |                                              | Lac             | 2018 | Misto: (ii)(iii)(vii)(ix) | O Lago Chade tem a particularidade de ser coberto por centenas de ilhas, muitas das quais são habitadas por diferentes comunidades (Kotoko, Mouloui, Barma, Boulala, Babalia, Kanembou, Hauçás, dentre outros) que sobrevivem dos seus recursos e perpetuam modos de vida distintos garantindo sua resiliência. Esta convivência entre o homem e a natureza, que perdura há séculos, fornece uma verdadeira dimensão de paisagem cultural a este imenso lago. A presença humana ao redor do lago remonta ao Paleolítico. A civilização Sao, a mais antiga da região, designa basicamente um grupo de populações que teriam migrado do Vale do Nilo e que teriam povoado os arredores do Lago Chade por volta do século V a.C. |